# Puerto Rosita
Puerto Rosita (en inglés: Rosita Harbour) es una pequeña bahía de 1,6 km (1 milla) al norte de Bahía Camp en el lado oeste de la Bahía de Islas, Islas Georgias del Sur. Los nombres Puerto Rosita y Puerto Allardyce fueron dados para esta bahía en el período 1905-1912, y ambos ya han aparecido en los mapas para esta función. A raíz de una encuesta de Georgia del Sur de los británicos en 1951-52, informó que la función se conoce localmente como Puerto Rosita, y este nombre se aprobó sobre esa base. Puerto Rosita lleva el nombre del barco ballenero Rosita de la Compañía Argentina de Pesca, que comenzó a operar con la empresa en 1905, y anclado en esta bahía. 
Una licencia se celebró aquí por una estación ballenera entre 1909-1923, pero sin edificios ya que nunca se levantaron. En cambio, los arrendadores operaban en Puerto Leith.